# Nishikawa Takanori
Nishikawa Takanori (tiếng Nhật: 西川貴教; Hán-Việt: Tây Xuyên Quý Giáo; sinh ngày 19 tháng 9 năm 1970 tại Shiga, Nhật Bản) là một ca sĩ bắt đầu nghề nghiệp của mình từ việc hát nhạc cho các anime. Sau một khoảng thời gian dài, anh đã tạo dựng được sự nghiệp khá vững chắc của mình và cũng có được tiếng tăm ở Nhật Bản. Ngoài ra, anh lại còn được biết đến qua Gundam Seed và Gundam Seed Destiny. Hiện anh đang là ca sĩ của Sony Music Entertainment (Epic Records) ở Nhật Bản và Tofu Records ở Mỹ.
Nghệ danh của Nishikawa Takanori là T.M Revolution, viết tắt của "Takanori Makes Revolution" (Takanori tạo ra cách mạng).

## Tham gia

### Trình bày nhạc

#### Anime
- Mobile Suit Gundam Seed (TV): trình bày bài mở đầu 1
- Mobile Suit Gundam Seed Destiny (TV): trình bày bài mở đầu 1, Vestige và Meteor
- Mobile Suit Gundam Seed MSV Astray (giới thiệu OAV): trình bày bài Zips
- Mobile Suit Gundam Seed Special Edition: trình bày nhạc (Zips/Meteor/Invoke)
- Rurouni Kenshin (TV): trình bày bài kết 3

#### Không thuộc anime
- Game "Sengoku Basara": trình bày nhạc

### Lồng tiếng

#### Anime
- Mobile Suit Gundam Seed (TV) trong vai Miguel Aiman (tập 1-3); Dẫn chuyện (tập 26)
- Mobile Suit Gundam Seed Destiny (TV) trong vai Heine Westenfluss; Miguel Aiman (tập 20)
- Mobile Suit Gundam Seed Special Edition trong vai Miguel Ayman
- Rurouni Kenshin (TV) trong vai Orochi no Ren

#### Không thuộc anime
- Game "Mobile Suit Gundam SEED: Owaranai Asu e" trong vai Miguel Aiman
- Live action "Beautiful Life" trong vai Satoru Kawamura
- Game "Genshin Impact" trong vai Arataki Itto

## Sở thích và khả năng
- Màu sắc: Đen, xám, cam và màu bạc
- Đồ ăn: đồ ăn Nhật
- Game: Final Fantasy, Dragon Quest
- Nhân vật Gundam: Miguel Aiman
- Gundam Series: Gundam Seed (sau này) và Gundam I (từ khi còn nhỏ).
- Manga: Monster, Berserk
- Mobile Suit: Miguel Aiman's Ginn.
- Âm nhạc: Thích gần hết các loại nhạc, đặc biệt là Rock với giai điệu mạnh.
- Hoa: hoa hồng
- Mùa: mùa thu
- Diễn viễn: Yuusaku Matsuda
- Ca sĩ: Michael Jackson, Joe, Prince [etc]
- Câu nói: "Be kind to others, but kinder to yourself" (Tốt với mọi ngươi nhưng tốt hơn với bản thân)
- Dạng người anh thán phục: người có thể tự chăm sóc mình
- Việc thích làm: Game RPG, lái ô tô và Manga
- Khả năng đặc biệt: Nói và hát khi ngủ

## Danh sách đĩa nhạc

### 1996
- Dokusai - Monopolize (Đĩa đơn) Ngày phát hành: 13/05/1996
- hesosyukujo (臍淑女, hesosyukujo) -Venus-(Đĩa đơn) Ngày phát hành: 15/07/1996
- Makes Revolution (Album) Ngày phát hành: 12/08/1996
- Heart of Sword - Yoakemae (Đĩa đơn) Ngày phát hành: 11/11/1996
- Live Revolution 1 - Makes Revolution (VHS Video) Ngày phát hành: 01/12/1996

### 1997
- Restoration Level 3 (Album) Ngày phát hành: 21/02/1997
- Level 4 (Đĩa đơn) Ngày phát hành: 21/08/1997
- Video (Title Unknown) (VHS Video) Ngày phát hành: 21//05/1997
- High Pressure (Đĩa đơn) Ngày phát hành: 01/07/1997
- Live Revolution 2 - Ishin Level 3 (VHS Video) Ngày phát hành: 01/08/1997
- White Breath (Single) Ngày phát hành: 22/10/1997

### 1998
- triple joker (Album) Ngày phát hành: 21/01/1998
- Aoi Hekireki (Đĩa đơn) Ngày phát hành: 15/02/1998
- triple joker (VHS Video) Ngày phát hành: 01/031998
- Hot Limit (Đĩa đơn) Ngày phát hành: 24/07/1998
- Thunderbird (Đĩa đơn) Ngày phát hành: 07/10/1998
- Burnin' X'mas (Đĩa đơn) Ngày phát hành: 28/10/1998

### 1999
- Wild Rush (Đĩa đơn) Ngày phát hành: 03/02/1999
- The Force (Album) Ngày phát hành: 10/03/1999

### 2000
- Black or White? version 3 (Đĩa đơn) Ngày phát hành: 19/04/2000
- Heat Capacity (Đĩa đơn) Ngày phát hành: ngày 24 tháng 5 năm 2000
- Discordanza Try My Remix - Single Collections (Album) Ngày phát hành: 28/07/2000
- Madan - Der Freischutz (Đĩa đơn) Ngày phát hành: 06/09/2000
- progress (Album) Ngày phát hành: 12/10/2000

### 2001
- Boarding (Đĩa đơn) Ngày phát hành: 07/02/2001

### 2002
- Out of Orbit - Triple Zero (Đĩa đơn) Ngày phát hành: 20/02/2002
- Out of Orbit - Triple Zero (Album) Ngày phát hành: 20/02/2002
- B☆E☆S☆T (Album) Ngày phát hành: 01/07/2002
- T.M. Revolution 0001 (DVD Video) Ngày phát hành: 01/07/2002
- INVOKE (Đĩa đơn) Ngày phát hành: 30/10/2002

### 2003
- coordinate (Album) Ngày phát hành: 26/03/2003
- Sonic Warp the Visual Fields (DVD Video) Ngày phát hành: 19/11/2003

### 2004
- Albireo (Đĩa đơn) Ngày phát hành: 25/02/2004
- SEVENTH HEAVEN (Album) Ngày phát hành: 17/03/2004

### 2005
- vertical infinity (Album) Ngày phát hành: 26/01/2005
- vestige (Đĩa đơn) Ngày phát hành: 17/08/2005

### 2006

UNDER:COVER của T.M. Revolution

- UNDER:COVER (Album) Ngày phát hành: 01/01/2006

### 2008
- resonance (đĩa đơn) Ngày phát hành: 11/06/2008

## Liên kết
- Trang chủ của T.M Revolution (bao gồm cả tiếng Anh và tiếng Nhật)
- Sony Music Lưu trữ ngày 23 tháng 6 năm 2006 tại Wayback Machine tiếng Anh
- Takanori Nashikawa Lưu trữ ngày 10 tháng 1 năm 2006 tại Wayback Machine Trang chủ dưới tên thật
- Tofu Record Lưu trữ ngày 18 tháng 1 năm 2006 tại Wayback Machine
- Turbo Web Trang chính dành cho các fan.